# Georges Maldague
Georges Maldague est le pseudonyme  de Joséphine Maldague, née le 8 décembre 1857 à Rethel et morte le 19 janvier 1938 à Paris. Cette femme de lettres française est surtout connue comme feuilletoniste prolifique de récits populaires.

## Biographie
Elle naît le 8 décembre 1857, place de la Halle, à Rethel dans une famille d’artisan-commerçant : son père est tailleur. Alors qu’elle est âgée de 9 ans, elle a la douleur de perdre sa mère et son père quitte Rethel pour Sedan. Elle y étudie au pensionnat tenu par les sœurs de Sainte-Chrétienté. Elle assiste, adolescente au siège de la ville par les forces allemandes en 1870, au reflux désordonné de l'armée française et de ses blessés dans la cité, puis à la capitulation finale de cette armée et de l’Empereur Napoléon III, malgré le combat héroïque de certaines troupes.
Jeune fille rebelle, Joséphine Maldague a dix-huit ans quand, en 1875, le journal L’Espoir Rethélois accepte de publier en feuilleton un roman qu’elle lui a adressé. « Un soir, ouvrant le journal, mes yeux se portèrent sur la signature, c'était la mienne », raconte-t-elle 56 ans plus tard à Georges Charensol. Encouragée par cette reconnaissance, elle décide de gagner Paris et d'y vivre de sa plume. Léon Cladel puis Jules Mary, Ardennais comme elle, la conseillent.
1880, Joséphine a 22 ans et c’est dans la revue « La vie populaire » que le 14 mai 1880 paraît « Coralie » courte nouvelle bien larmoyante sous la signature d’Adélaïde Joséphine Maldague. Ce sera la seule fois que Joséphine signera sous son nom de naissance car bientôt va apparaitre le pseudonyme de Georges comme prénom.
Pour mettre tous les atouts de son côté et éviter une certaine discrimination touchant les auteures (appelées encore bas-bleus), elle adopte le pseudonyme masculin de Georges Maldague, une référence à George Sand, pour contacter les éditeurs et directeurs de journaux.
Une de ses premières œuvres, dans une veine naturaliste, La Parigote, est consacrée à un thème qui lui est cher, la condition de la femme, mais il ne retient pas l’attention,. Pour gagner sa vie, elle commence à produire en feuilleton des œuvres plus accessibles et plus faciles, mais va se trouver enfermée dans ce type de littérature. Jusqu’en 1905-1910, elle écrit comme une tâcheronne un grand nombre  de ces feuilletons, publiés dans les principaux journaux parisiens, notamment Le Petit Journal, Le Petit Parisien, L'Écho de Paris, ou l'Excelsior et dans des journaux de province tels que Le Stéphanois. En avril 1885, «L’Espoir Rethélois est fier d’annoncer  la parution prochaine dans ses pages d’un nouveau feuilleton de cet auteur qui a commencé dans ce modeste journal mais dont la renommée grandit à Paris». Ses œuvres se succèdent, dans une veine à l’eau de rose, avec de fréquents rebondissements (un toutes les deux pages), des intrigues complexes et touffues et un happy end : L'Amante, Deux Batards, L’Aventurier de l’Amour, La Délaissée, Les Deux Micheline, La Belle Chiffonnière, Tragique Amour, La Faute de la comtesse Ada, Rose sauvage, Calvaire d'orpheline, etc. Les personnages sont généralement nombreux et les changements d'identités abondent. Même si le thème de l’amour est toujours présent, ses ouvrages abordent d’autres sujets. Le Petit Tambour de Bazeilles utilise ainsi ses souvenirs de l’épisode dramatique de la guerre franco-allemande de 1870 à Sedan. On peut rattacher ses œuvres aux catégories du roman populaire social et du mélodrame. « J'ai été vite cataloguée. Toute ma vie j'ai voulu faire autre chose que ces romans d'actions et de sentiments qui m'avaient valu mes premiers succès », confie-t-elle en 1931 à Georges Charensol, « ceci me fut impossible ».
Elle fréquente le milieu journalistique et artistique parisien, les salons huppés, les maisons de couture et est courtisée, mais ne se marie pas, désireuse de rester libre. Prenant à cœur la cause des femmes, elle va la défendre jusqu’en Amérique du Sud.
Des pièces de théâtre tirées de ses romans, La Boscotte et Le Blé de Lune, triomphent au théâtre Molière. Elle décide d’investir dans l’achat d'un théâtre, L’Ambigu, 2 boulevard Saint-Martin, dans le 10e arrondissement. Mais, quelques années plus tard, la Première Guerre mondiale et l’essoufflement de ce théâtre de boulevard provoquent la chute des recettes dans la première partie du XXe siècle.
Ruinée, elle survit grâce aux subsides de la Société des gens de lettres, qui lui permettent d’accéder à un hospice. Le 21 janvier 1938, elle meurt dans une salle commune de l’hôpital Broussais. Elle est inhumée dans la fosse commune de Thiais, le cimetière des pauvres de Paris, en présence de son ultime protectrice, Camille Marbo, présidente de la Société des gens de lettres.

## Publications

### Romans
- Le Petit de La Lionne, 1875, feuilleton publié par L’Espoir rethélois.
- La Parigote, E. Dentu, 1884, feuilleton paru dans Le Petit Parisien à partir du 24 octobre 1883.
- La Fin d'une vie, 1884, feuilleton dans Le Petit Parisien à partir du 8 mars 1884.
- La Simple, feuilleton paru dans Le Petit Parisien à partir du 28 janvier 1885.
- La Magnétisée, E.Dentu, 1885, feuilleton paru dans Le Petit Parisien à partir du 21 août 1884 [lire en ligne].
- Rose sauvage, E. Dentu, 1886, feuilleton paru dans Le Petit Parisien à partir du 9 décembre 1884.
- La Tache violette, feuilleton paru dans Le Petit Parisien à partir du 22 février 1887.
- La Belle Armande, feuilleton paru dans Le Petit Parisien à partir du 4 août 1887.
- La Boscotte, E. Kolb, 1889 [lire en ligne].
- Monsieur le professeur, Chamuel, 1899.
- La Prisonnière du mahdi, Hachette, 1891, avec Victor Tissot [lire en ligne].
- Le Petit Tambour de Bazeilles, H. Geffroy, 1900 [lire en ligne].
- Trahison d'amour, J. Tallandier, coll. « Le Livre national », no 38, 1910 [lire en ligne].
- Mam'zelle Trottin, A. Fayard, coll. « Le Livre populaire », no 88, 1912.
- La Mare aux folles, F. Rouff, coll. « Grande collection nationale », no 30, 1914.
- Chaîne mortelle, A. Fayard, coll. «Les maîtres du roman populaire », no 5, 1915 [lire en ligne].
- Les Deux Micheline, J. Tallandier, coll. « Le Livre national », no 94, 1916.
- Supplice d'amour, Collection des petits chefs-d'œuvre, 1916.
- Le Mal de vivre, Librairie des romans choisis, 1917.
- La Faute de la comtesse Ada, J. Tallandier, 1918.
- Vertige d'amour, J. Tallandier, 1918.
- Aimer et vivre, J. Tallandier, coll. « Le Livre national », no 507, 1925 [lire en ligne].
- Baiser de mort, A. Fayard, coll. « Le Livre populaire », no 165, 1925.
- L'Aventurier d'amour, F. Rouff, coll. « Le Livre illustré », no 28, 1926 [lire en ligne]
- La Belle chiffonnière, A. Fayard, coll. « Le Livre populaire », no 174, 1926.
- La Confession de la Renaude, J. Rouff, coll. « Mon roman complet illustré », no 145, 1926.
- Un cri dans la nuit, F. Rouff, coll. « Nouvelle collection nationale », no 59, 1926 [lire en ligne].
- Une femme passa, F. Rouff, coll. « Mon roman complet illustré », no 169, 1926 [lire en ligne].
- Le Secret de Yette, F. Rouff, coll. « Mon roman complet illustré », no 180, 1926 [lire en ligne].
- Le Beau voyage, J. Tallandier, coll. « Romans célèbres de drame et d'amour », no 48, 1927.
- Le Jeu de la mort, A. Fayard, coll. « Le Livre populaire », no 198, 1927.
- L'Irréparable Faute, J. Tallandier, coll. « Le Livre national », no 699, 1929.
- Pardon suprême, J. Tallandier, coll. « Le Livre national », no 700, 1929.
- Sans pitié, J. Tallandier, coll. « Romans célèbres de drame et d'amour », no 121, 1929.
- La Tache violette, A. Fayard, coll. « Le Livre populaire », no 239, 1929.
- L'Intrigante, F. Rouff, 1930.
- Lèvres closes, F. Rouff, coll. « Mon roman », no 387, 1930.
- La Petite fleur bleue, J. Tallandier, coll. « Le Livre de poche. Nouvelle série », no 132, 1930.
- La Jeune Fille au ruban bleu, A. Fayard, coll. « Le Livre populaire », no 275, 1931 [lire en ligne].
- Rose des montagnes, Éd. de la Mode nationale, coll. « Fama », no 266, 1931.
- Une histoire d'amour, F. Rouff, coll. « Mon roman », no 440, no 1931.
- La Dot fatale, A. Fayard, coll. « Le Livre populaire », 1932.
- On ne joue pas avec le cœur, Éd. de la Mode nationale, coll. « Fama », no 274, 1932.
- Le Droit d'être heureuse, Éd. de la Mode nationale, coll. « Fama », no 287, 1932.
- Pour un baiser, F. Rouff, coll. « Le Roman complet », no 34, 1932.
- Yvonne la simple, J. Tallandier, coll. « Les Beaux romans dramatiques », no 34, 1932.
- Les Deux cœurs, Ed. SEPIA, coll. « Fama », no 350, 1933.
- J'ai pardonné, Ed. SEPIA, coll. « Fama », no 345, 1933.
- Les Chevaliers de l'amour, A. Fayard, coll. « Le Livre populaire », no 300, 1934.
- Vision rouge, A. Fayard, coll. « Le Livre populaire », no 311, 1934.
- L'amour est le plus fort, J. Tallandier, coll. « Le Livre national. Nouvelle série », no 40, 1938.
- Rose sauvage, J. Tallandier, coll. « Le Livre national. Nouvelle série », no 87, 1941 [lire en ligne].
- Ils s'aimaient, J. Tallandier, coll. « Le Livre national. Nouvelle série », no 91, 1941.
- La Belle Armande, A. Fayard, coll. « Le Roman complet », no 13, 1949.
- Celle qui tue !..., A Fayard, coll. « Le Roman complet », no 20, 1949 [lire en ligne].
- La Délaissée, A. Fayard, coll. « Le Roman complet », no 26, 1950.
- L'Intruse, A. Fayard, coll. « Le Roman complet », no 32, 1951 [lire en ligne].
- Tombé du ciel, A. Fayard, coll. « Le Roman complet », no 39, 1951.
- Baisers perdus, A. Fayard, coll. « Le Roman complet », no 52, 1952.
- Pour une femme, A. Fayard, coll. « Le Roman complet », no 67, 1953.
- Pour le Roi de Prusse, Arthème Fayard.

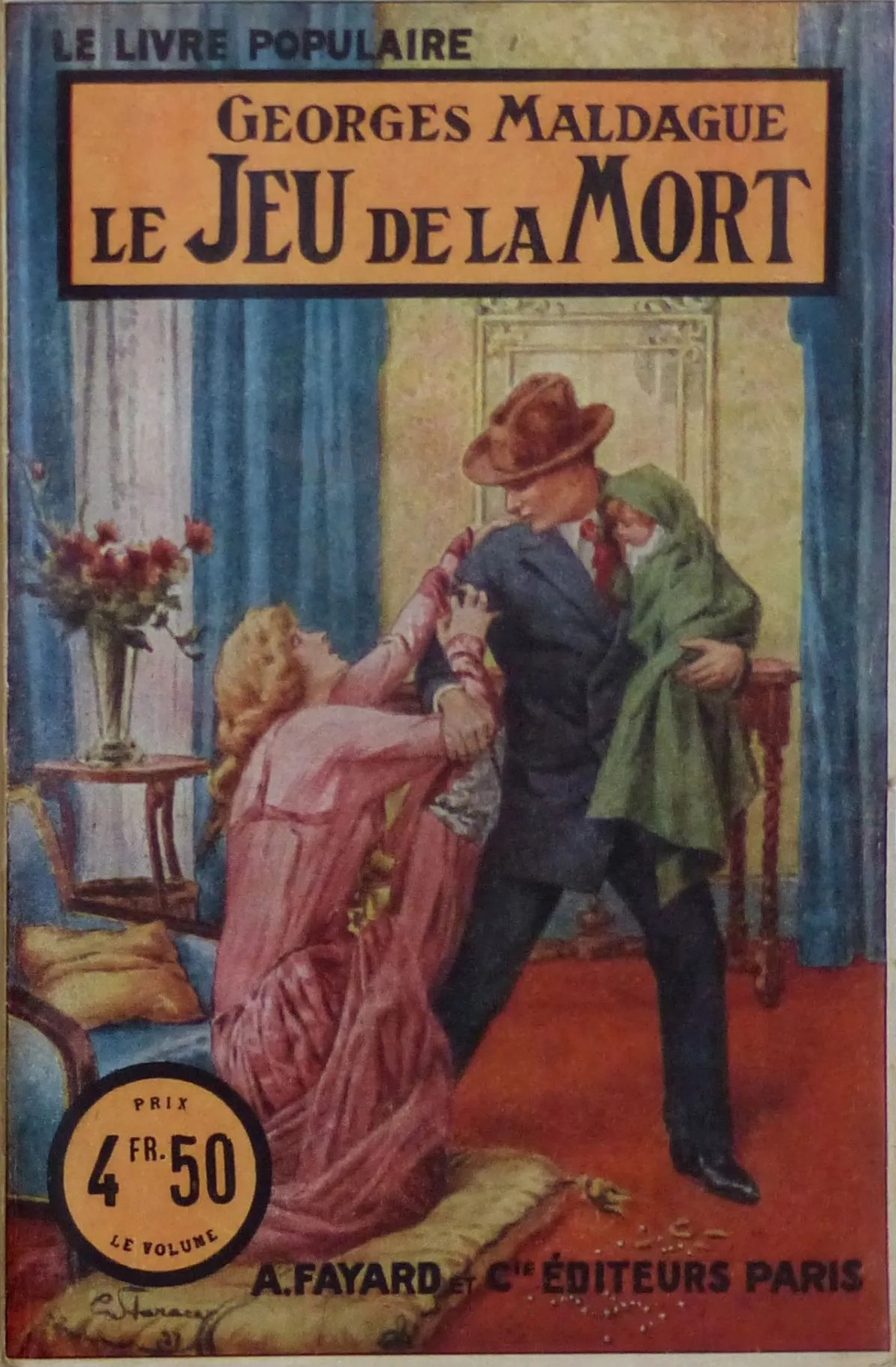
Illustration de Gino Starace pour «Le Jeu de la mort» (1927)
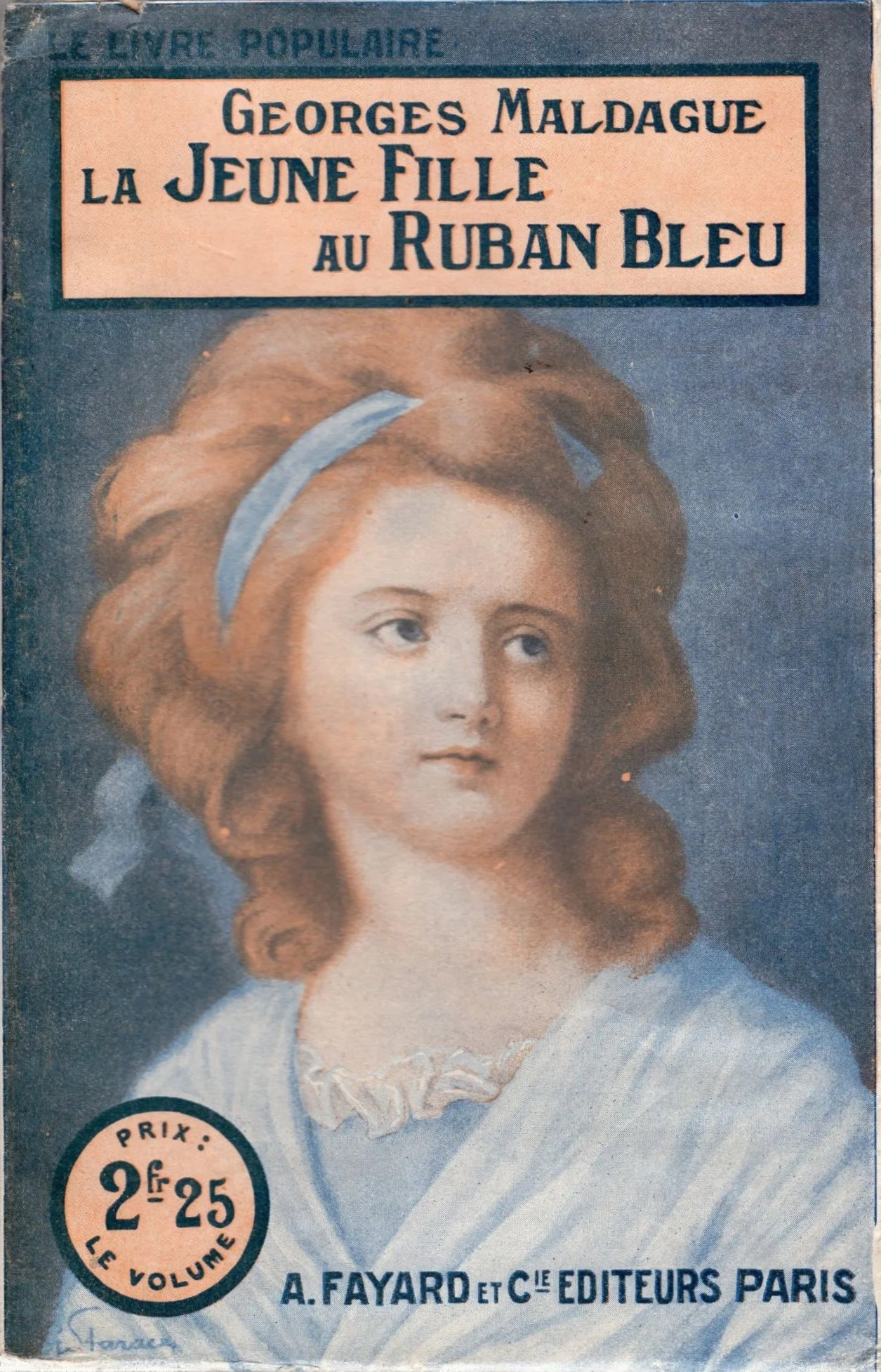
Gino Starace - «La Jeune fille au ruban bleu» (1931)
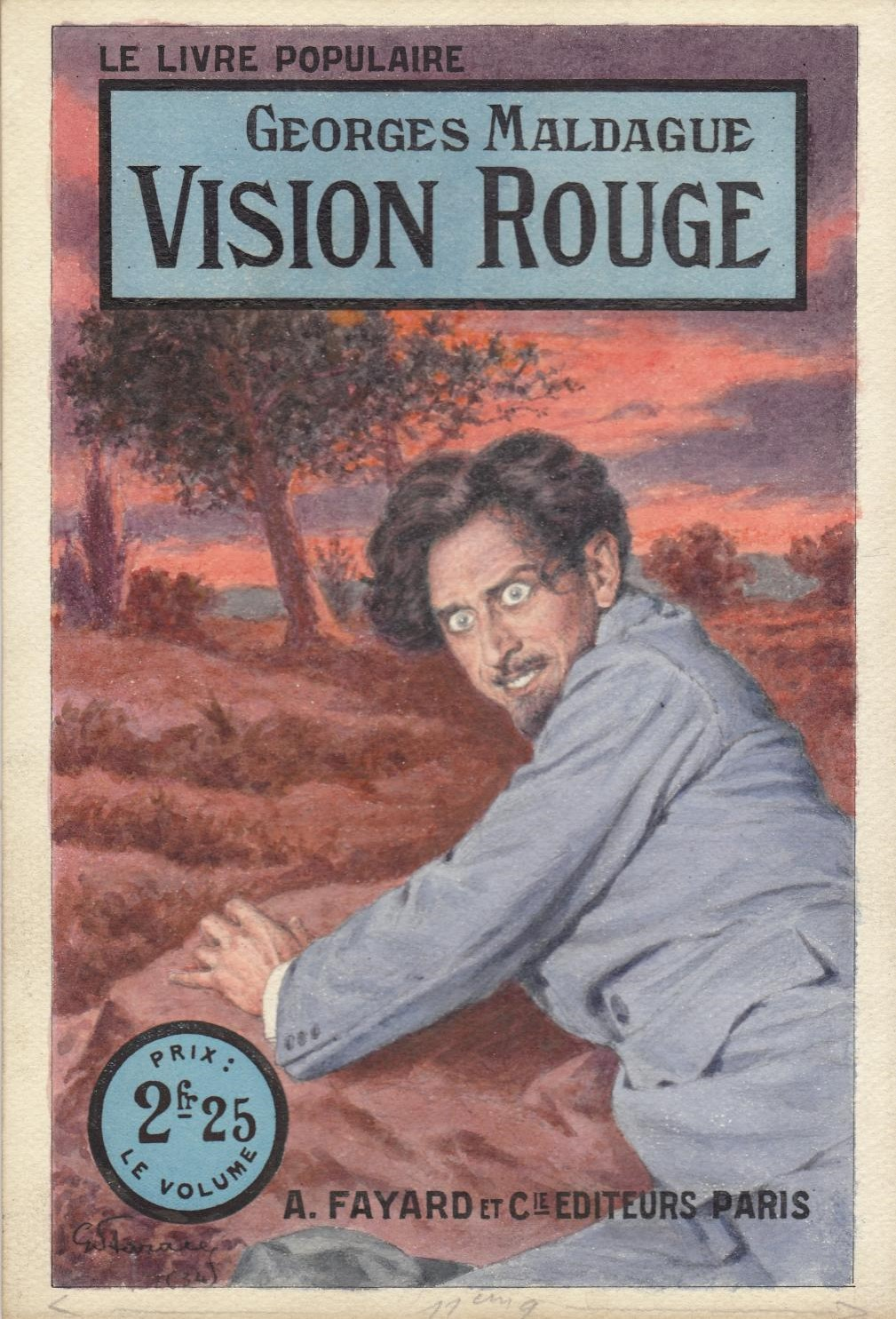
Gino Starace pour «Vision rouge» (1934)

### Pièces de théâtre
- Le Blé de lune, G. Ondet, 1906.